# 美帆のDRIVING「PASSO」!!
『美帆のDRIVING「PASSO」!!』（みほのドライビング パッソ）は、2004年から2005年までエフエム山口 (FMY) で放送されていたラジオ番組である。
元同局アナウンサーの木谷美帆がパーソナリティを務めていた土曜朝の15分番組。放送時間は毎週土曜 8:25 - 8:40（日本標準時）。トヨタカローラ山口の一社提供で、正式名称は『トヨタカローラ山口 presents 美帆のDRIVING「PASSO」!!』（トヨタカローラやまぐちプレゼンツ - ）であった。